# Emanuele Chiapasco
Emanuele Chiapasco (Turin, 27 juillet 1930 - Côme, 1er janvier 2021) est un joueur de baseball, directeur sportif et chef d'entreprise italien.

## Biographie
Emanuele Chiapasco est parmi les pionniers du baseball en Italie. Il fut PDG de Standa (it).